# Achim (Weser)

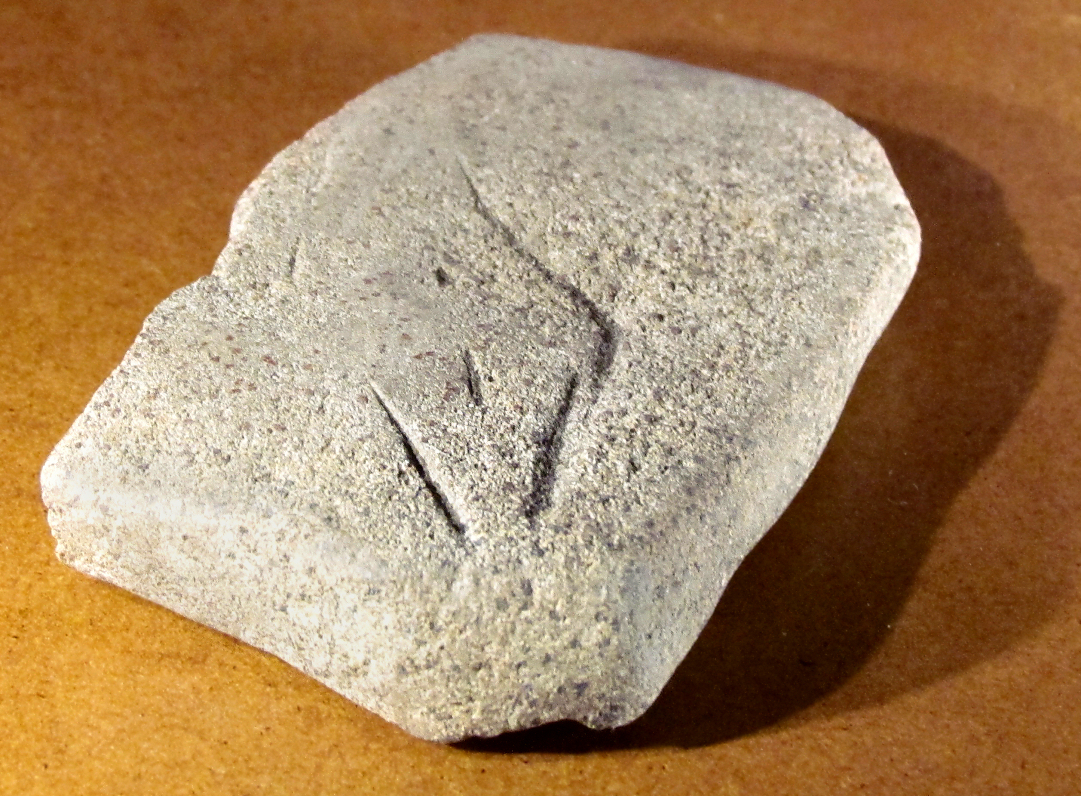
Venus van Bierden, coll. Niedersächsisches Landesmuseum Hannover

Achim is de grootste stad in het Duitse Landkreis Verden in de deelstaat Nedersaksen.
De stad telt 32.084 inwoners en heeft de status van selbständige Gemeinde.

## Geschiedenis
Bij de aanleg van een aardgasleiding bij Bierden werd in 2011 een stuk zandsteen gevonden, dat in het Vroeg-Mesolithicum, grofweg rond 9.000 jaar voor het begin van de jaartelling, door mensen bewerkt is. De krassen erin zijn aanvankelijk geïnterpreteerd als een (mogelijk voor een vruchtbaarheidsritueel of voor een ander religieus doel gemaakte) gestileerde vrouwenfiguur. Zulke tekeningen en sculpturen zijn elders uit Europa bekend, maar werden nimmer in Nedersaksen gevonden. De vondst baarde in wetenschappelijke kringen dan ook opzien. Het voorwerp heeft de naam Venus van Bierden gekregen. Na 2014 staat het echter sterk ter discussie of de krassen wel bewust zijn aangebracht om zo'n vrouwensilhouet te maken. 
Uit de Jonge Steentijd dateerden vijf, door mensen van de Trechterbekercultuur (3200-2500 v.C.) gemaakte, hunebedden, die in de gemeente gestaan hebben. Deze zijn in de 19e eeuw verloren gegaan. Ook uit de Bronstijd en de IJzertijd werden in de gemeente Achim door archeologen bewoningssporen gevonden.
Na de kerstening van de in deze streek wonende Saksen in de 9e eeuw kwam het gebied in het Prinsaartsbisdom Bremen te liggen. Alle grotere dorpen in de gemeente zijn in de periode 900-1200 ontstaan. In de 12e of vroege 13e eeuw werd de Laurentiuskerk van Achim gebouwd. Sinds 1226 was de slotvoogd van kasteel Langwedel de bestuurder van de streek. Rond 1450 kozen de vrije boeren van Achim en omgeving hun eigen rechter, de gouwgraaf. Dit ambt werd tot 1648 door leden van de adellijke familie Clüver bekleed. Op een met linden begroeide terp bij de kerk was de gerechtsplaats. Tijdens de  Lüneburger Erfopvolgingsoorlog (1370-1373; 1374-1389) werd Achim in 1381 bij een slag tussen de strijdende partijen in brand gestoken en verwoest.
In de Dertigjarige Oorlog, in 1626, werd Achim, op de kerk na, geheel verwoest. Een grote kar met buskruit, die troepen van Christiaan IV van Denemarken bij het dorp geparkeerd hadden, raakte in brand en ontplofte. Brandende brokstukken regenden vervolgens op het dorp met zijn huizen van riet, hout en leem neer, met een catastrofale brand als gevolg.
Na de Dertigjarige Oorlog maakte Achim achtereenvolgens deel uit van Bremen-Verden, onder Zweeds bestuur (1648-1719),  Brandenburg-Pruisen (van 1719 tot de Napoleontische tijd), het Koninkrijk Hannover (1815-1866), het Koninkrijk Pruisen (1866-1871) en het Duitse Keizerrijk (1871-1919). In de Hannoveraanse periode kreeg Achim in 1847 aansluiting op het spoorwegnet en begon het boerendorp langzaam in een industrieplaats te veranderen. Bremen, waar de tabaksaccijns erg hoog was, lag toen in het buitenland. Veel Bremer tabaksfabrikanten verplaatsten hun fabrieken toen tijdelijk (tot ca. 1900) naar Achim. Rond 1880 kwam het eerste toerisme op, dagtoeristen reisden per stoomtrein van Bremen naar Achim om er o.a. in de rivierduinen te wandelen. Helaas is het mooiste en hoogste van die duinen, de Kosakenberg, in en na de Tweede Wereldoorlog verloren gegaan. Eerst werd, vanwege gebrek aan brandhout tijdens verscheidene zeer strenge winters, het bos op en om het duin gekapt, en de overblijvende zandhopen waren als grondstof voor cement en beton dringend nodig in de woningbouw. Op het geheel geslechte duin staat sinds plm. 1960 een woonwijk.
Tijdens de Eerste Wereldoorlog werden bij Achim-Baden aardolietanks gebouwd, in de eerste plaats voor militaire doeleinden. Deze waren in gebruik tot en met de Tweede Wereldoorlog. De Britse bezettingstroepen verwijderden daarna de tanks. Totdat de Bundeswehr het in 2003 ontruimde, was dit gebied militair terrein. Doordat het gebied niet toegankelijk was voor niet-militairen, ontstond er een ecologisch waardevol, gevarieerd landschap van bos, heide en stuifzand. Tot 2012 werd het terrein met rust gelaten. Daarna werd het deels bebouwd, maar voor het grootste deel ombestemd tot wandelbos met beperkte dagrecreatiemogelijkheden (Achimer Stadtwald).
In 1932 werden de Landkreise Verden en Achim tot één Landkreis samengevoegd, het Landkreis Verden. 
In stadsdeel Uphusen bestond van 8 februari tot 4 april 1945 een concentratiekamp van de Waffen-SS. Officieel was het een buitenkamp van kamp Neuengamme. Tussen 100 en 200 joodse vrouwen uit Hongarije moesten er dwangarbeid verrichten. De overlevenden onder de gevangenen werden na sluiting van het kamp in Bergen-Belsen ondergebracht.
Achim heeft sinds 1 mei 1949 stadsrechten. Na de Tweede Wereldoorlog werd in Achim een grote woonwijk voor Heimatvertriebene gebouwd. Later ontwikkelde de stad zich tot een geliefde woonforensenplaats voor mensen met een werkkring in Bremen.

## Stadsdelen
De gemeente bestaat uit negen delen, twee Ortschaften en zeven Ortsteile:

### Ortschaften
- Bollen (200), in het uiterste westen van de gemeente, in de uiterwaarden van de Wezer
- Embsen (900), in de driehoek, gevormd door de straatweg Achim-Oyten, de A1 en de A27

### Ortsteile
1. Achim (12.000)
2. Baden  (6.600), ca. 4,5 km ten oosten van de kern van Achim
3. Badenermoor (600), ten noorden van Baden en de A27, is een tussen 1907 en 1922 ontstane veenkolonie.
4. Bierden (2.900), tussen Uphusen en de kern van Achim
5. Borstel  (400), ten noordoosten van de A27 en de kern van Achim
6. Uesen (4.300), tussen de kern van Achim en Baden in
7. Uphusen (3.800), 4 km ten westen van de kern van Achim, grenzend aan Bremen

Aantal inwoners (tussen haakjes): Schatting op basis van het bevolkingscijfer uit 2011, toen de gemeente ca. 31.700 inwoners had. Sedertdien wordt het aantal inwoners niet meer gesplitst per stadsdeel, maar alleen nog als gemeentetotaal bijgehouden.

## Ligging en infrastructuur
Achim ligt op ca. 7 (Wezeroever) tot 20 meter (centrum) boven zeeniveau, op ca. 19 kilometer ten oostzuidoosten van het centrum van de stad Bremen en aan de rivier de Wezer. Om de stad heen liggen aan de natuur overgelaten rivierlandschappen, waaronder uiterwaarden, enig moerasland, aan de noord- en oostkant deels beboste rivierduinen.

### Buurgemeentes
In het westen grenst Achim direct aan de tot Bremen behorende dorpen Osterholz en Mahndorf. Noordelijke buurgemeente is Oyten, zuidelijke buurgemeente is Thedinghausen. In het oosten grenst Achim aan Etelsen, gemeente Langwedel.

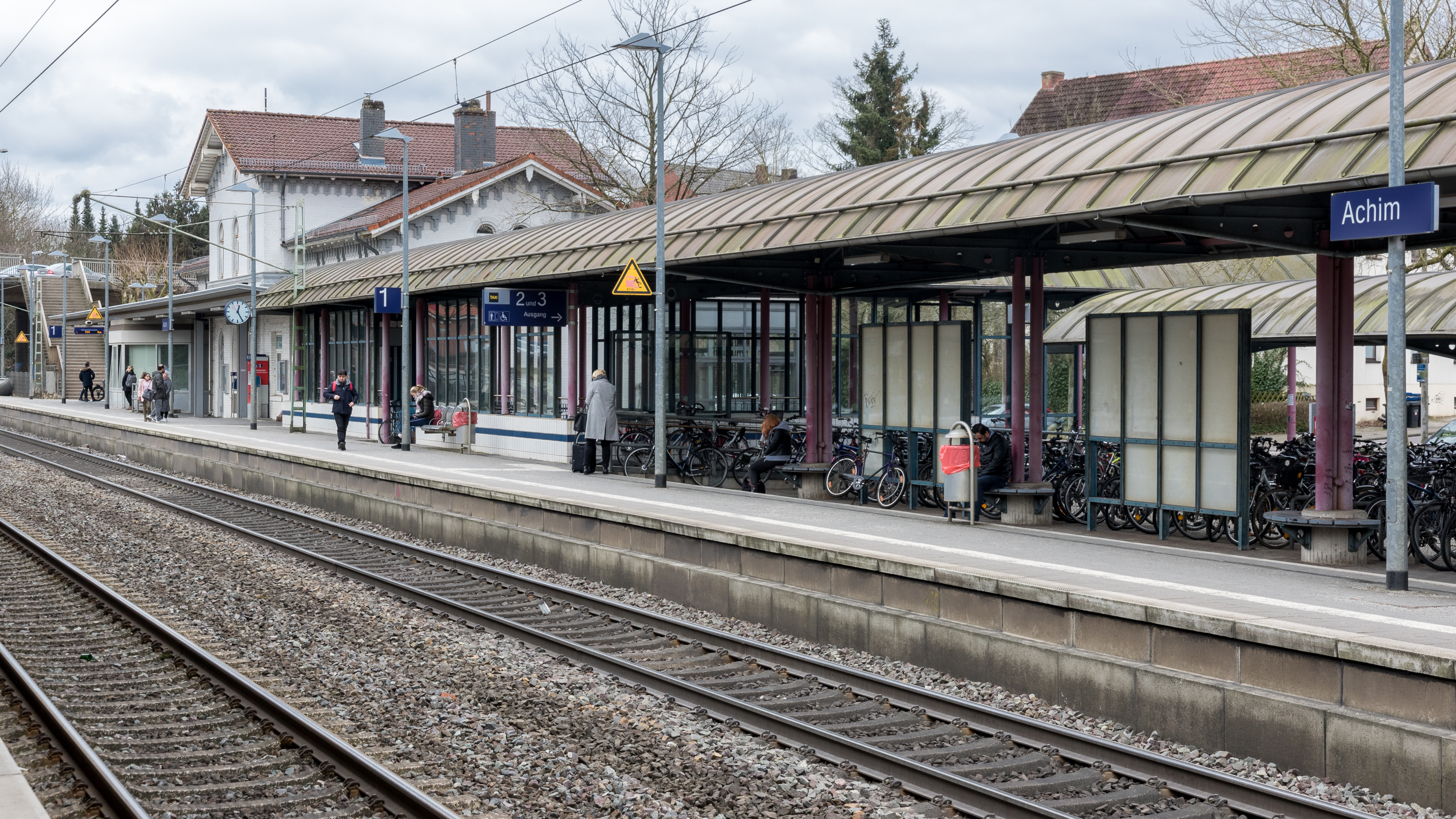
Station Achim
Lijnennetkaart Regio-S-Bahn Bremen
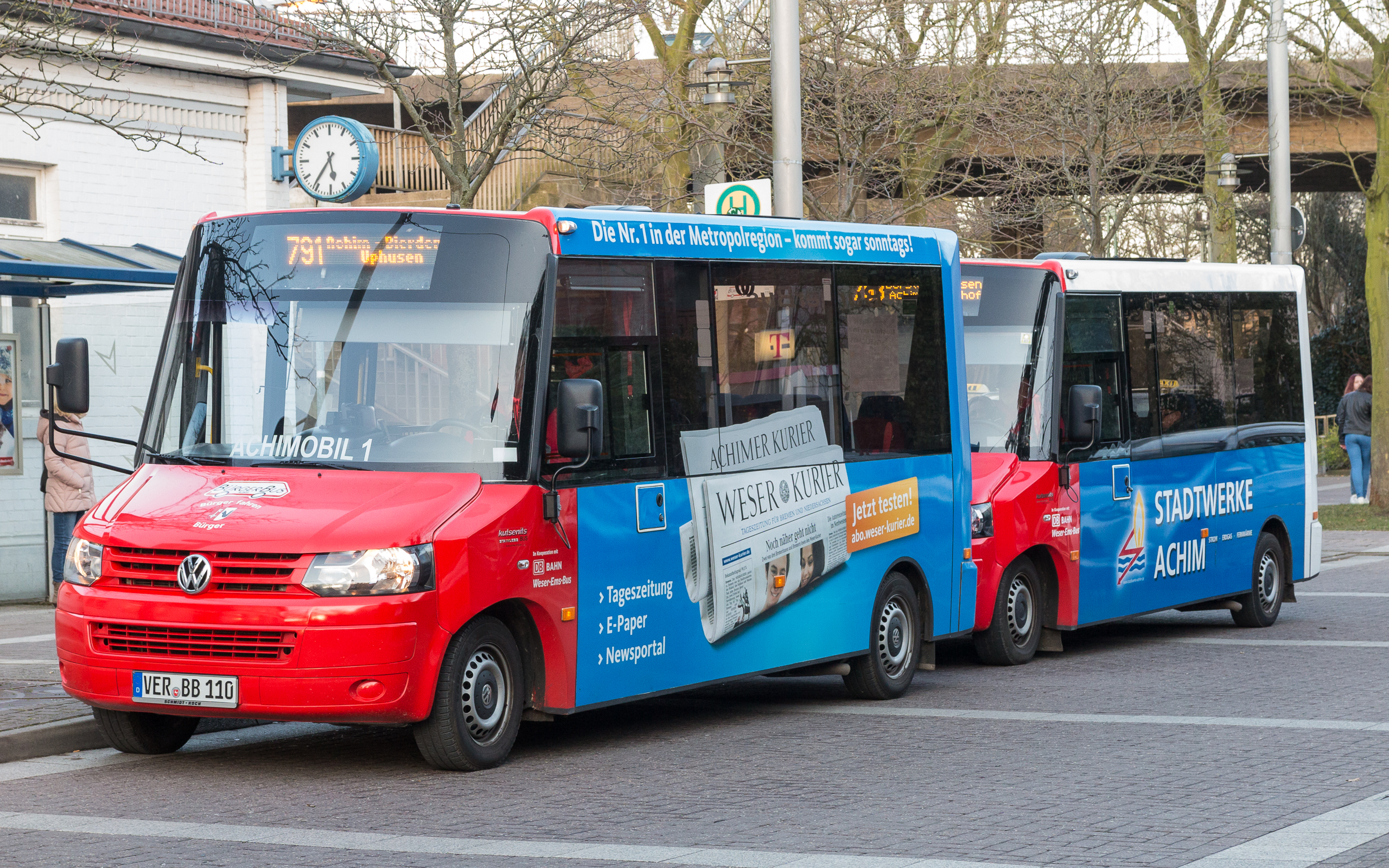
Buurtbussen in Achim
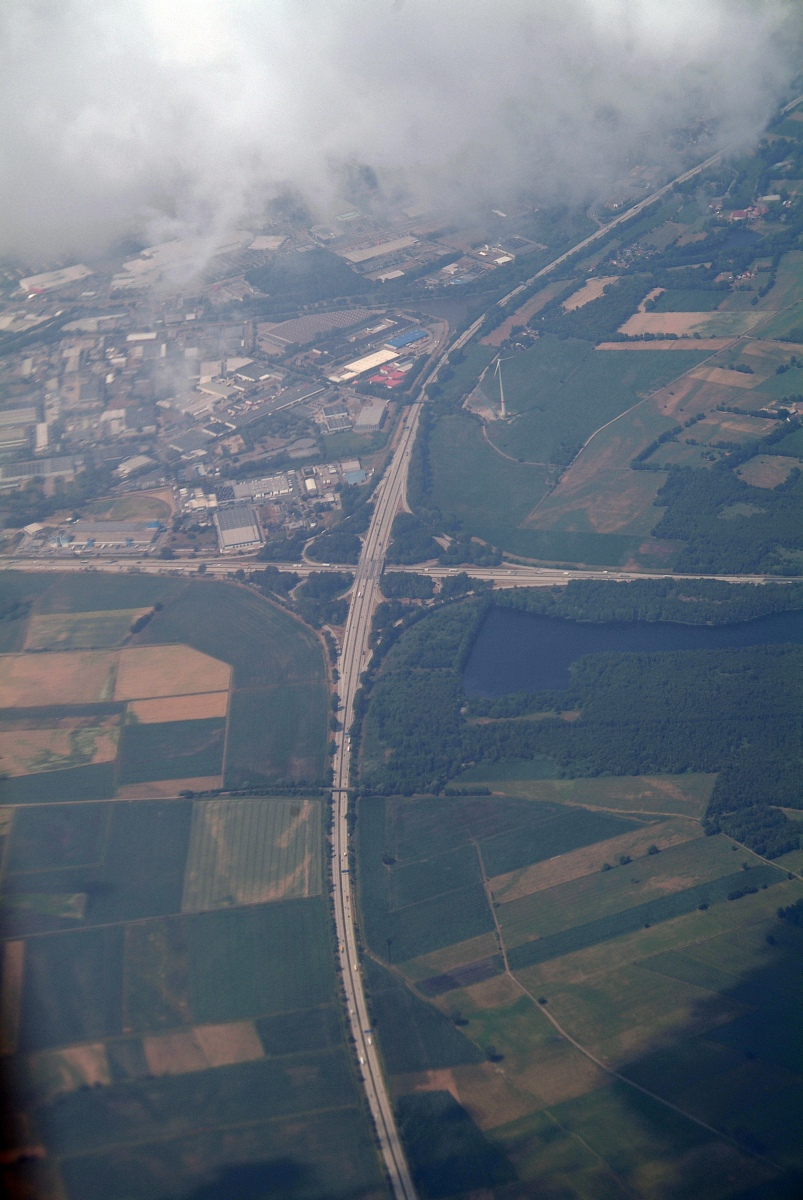
Bremer Kreuz
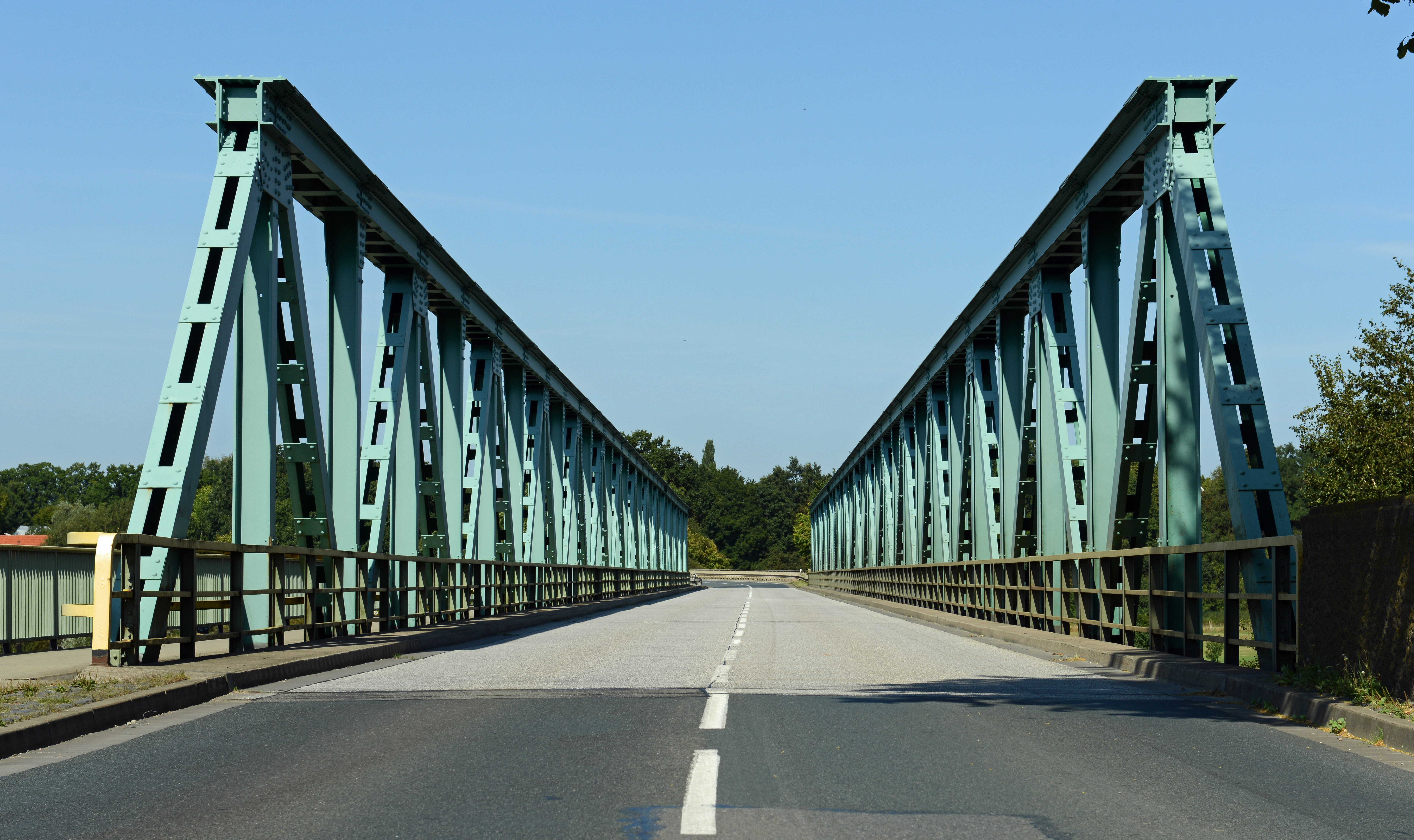
Brug over de Wezer, Achim-Uesen

### Wegverkeer
De stad  is niet ver verwijderd van de Duitse 'Autobahnen' (Duits voor autosnelwegen) A1 Osnabrück-Hamburg, en A27 Bremerhaven - Bremen - Hannover. De A27 loopt zelfs dwars door de noordelijke stadsdelen heen. Het knooppunt van deze Autobahnen, het Bremer Kreuz, ligt in de gemeente Achim.
Belangrijk is de provinciale weg van Oyten bij de A1 (afrit 52), zuidwaarts langs de A27 (afrit 23 Achim-Nord), langs het station, door de stad Achim heen, zuidoostwaarts naar de enige brug over de Wezer in Achim, en de rivier over naar Thedinghausen. Daarvandaan kan men linksaf, 15 km naar Verden, of rechtsaf, 21 km naar Syke.

### Openbaar vervoer
Achim ligt aan de spoorlijn die naar Bremen Hauptbahnhof en via Verden (Aller) naar Hannover Hauptbahnhof leidt. 
De Regio-S-Bahn Bremen/Niedersachsen verzorgt het stoptreinverkeer van en naar Bremen en Verden. Lijn RS 1 (zie lijnennetkaart) stopt te Achim en te Baden, gemeente Achim.
Het lokale busnet bestaat uit enkele lijnen voor scholieren en forensen, die alleen op werkdagen in de spitsuren rijden, en  buurtbussen (hier Bürgerbusse geheten).

## Economie
In 2017 is een distributiecentrum van Coca Cola van Bremen-Hemelingen naar Achim verhuisd. Op industriegebied Achim-Baden is de hoofdlocatie van een groot, in 1910 opgericht bedrijf gevestigd, dat een groothandel in bier, limonade en andere dranken exploiteert. Op industrieterrein Achim-Uesen is het hoofdkantoor van Wiebe Holding, een grote aannemer van spoorwegwerken, gevestigd. Deze heeft ook een grote bedrijfslocatie te Dörverden, zie aldaar.
Een sinds 1946 te Achim gevestigde fabriek, die ooit veel belangrijker was dan na 2000, maar in de stedelijke traditie en in het verenigingsleven een belangrijke rol is blijven  spelen, is de DESMA, die machines en lopende banden voor schoenfabrieken maakt.
De nabijheid van Bremen en van twee autosnelwegen heeft nog veel andere middelgrote bedrijven, vooral op het gebied van groothandel, transport en logistiek ertoe gebracht, een bedrijfslocatie in Achim te openen. 
De agrarische sector en het toerisme zijn daarentegen van ondergeschikt belang.

## Bezienswaardigheden, natuur en toerisme
- De evangelisch-lutherse Sint-Laurentiuskerk , gebouwd voor 1257, mogelijk zelfs al in 1091, in deels romaanse, deels gotische stijl, is het enige middeleeuwse gebouw van Achim. De kerk, die grafstenen en andere herinneringen aan twee invloedrijke families (Clüver en Mandelsloh) bezit, is na 1960 ingrijpend gerestaureerd. Kunsthistorisch van enig belang zijn de kansel uit 1631, en het altaar uit 1750.
- Gedeelten van het rivierduinlandschap langs de Wezer zijn bewaard gebleven, vooral bij het oostelijke stadsdeel Baden ("Badener Berge") en in het 56 ha grote reservaat Sandtrockenrasen Achim, dat tussen Uphusen en Bierden ligt. Bij Baden, en ook ten noorden van de A27, zijn ook stukken bos te vinden, die zich lenen voor een wandeling.
- Bezienswaardig zijn verder het Joodse kerkhof en de oude windmolen.
- Achim-Baden heeft een jachthaven aan de Wezer.

## Afbeeldingen

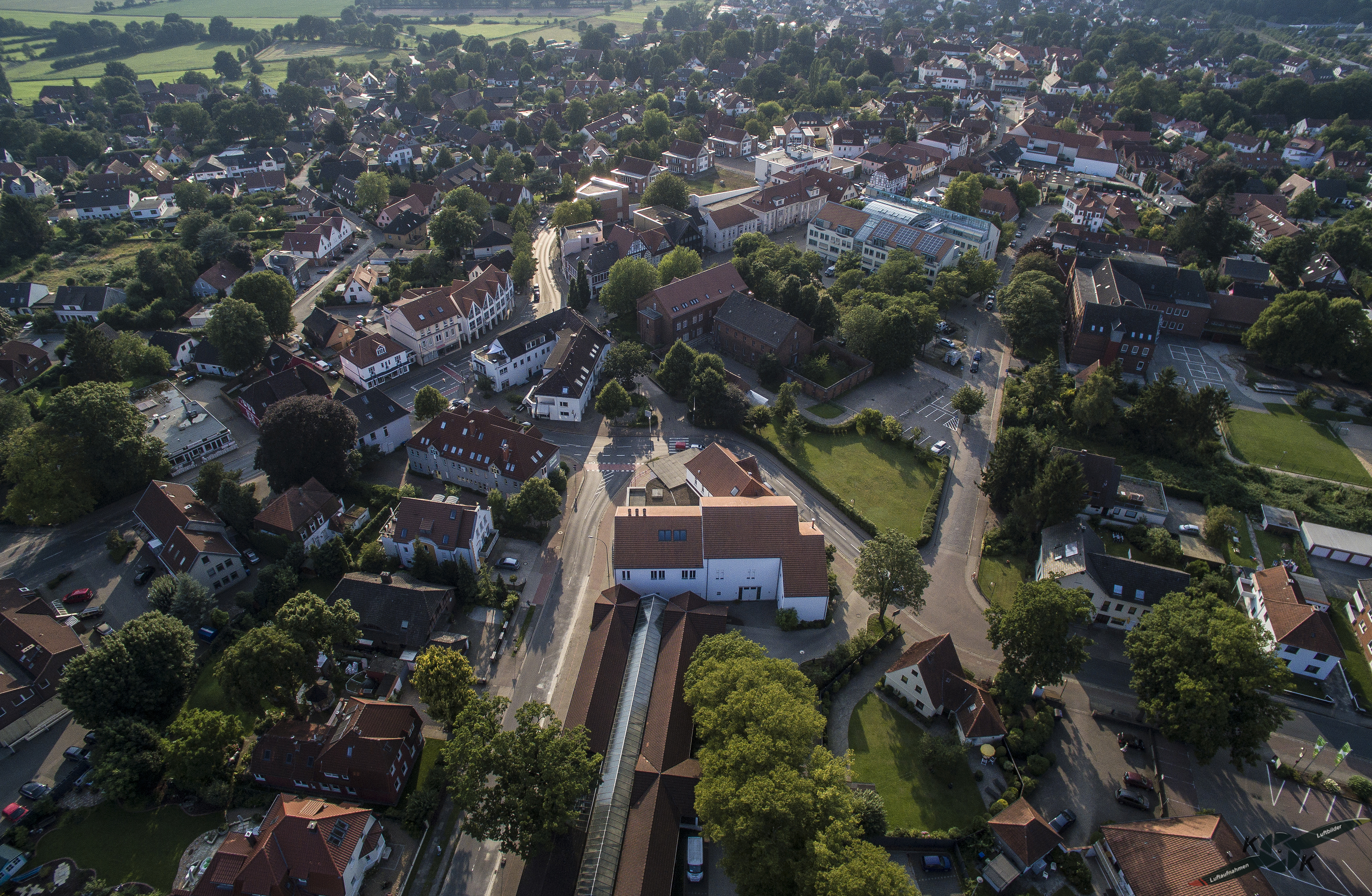
Luchtfoto Achim-centrum
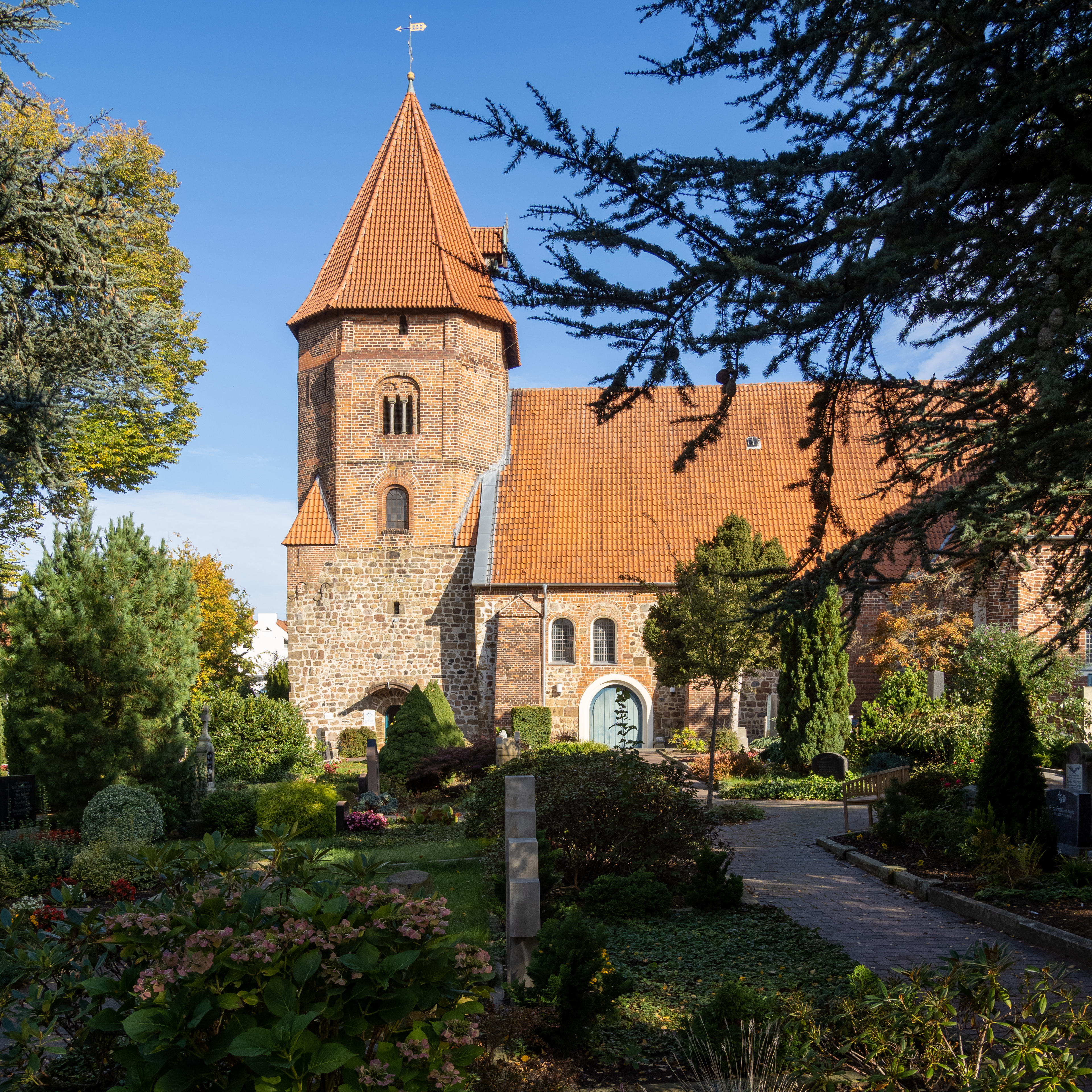
St. Laurentiuskerk
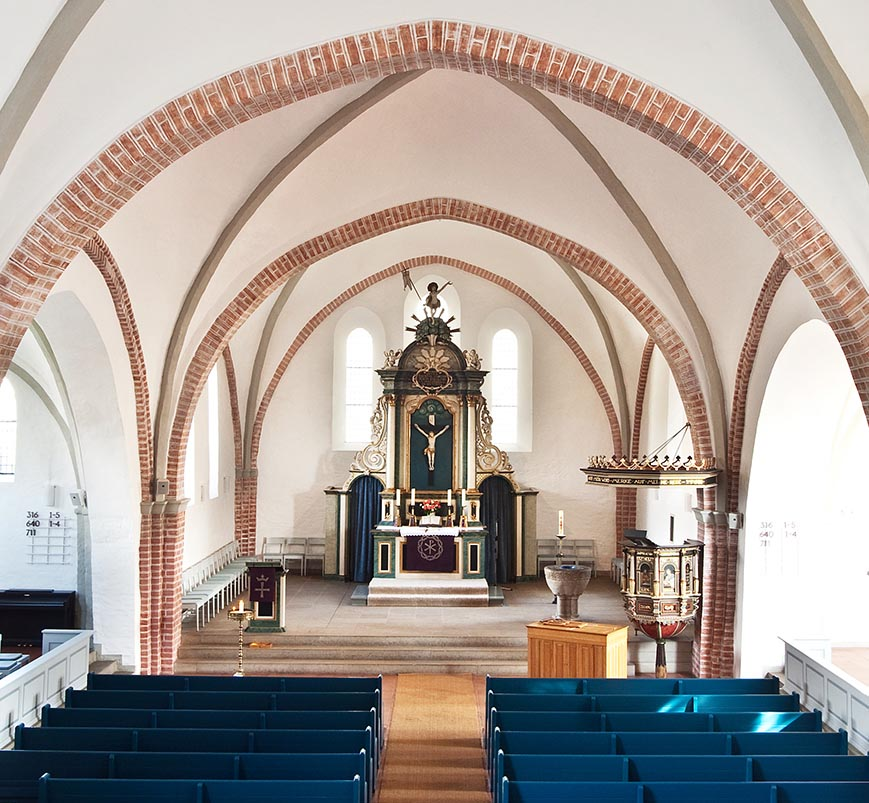
Interieur St. Laurentiuskerk
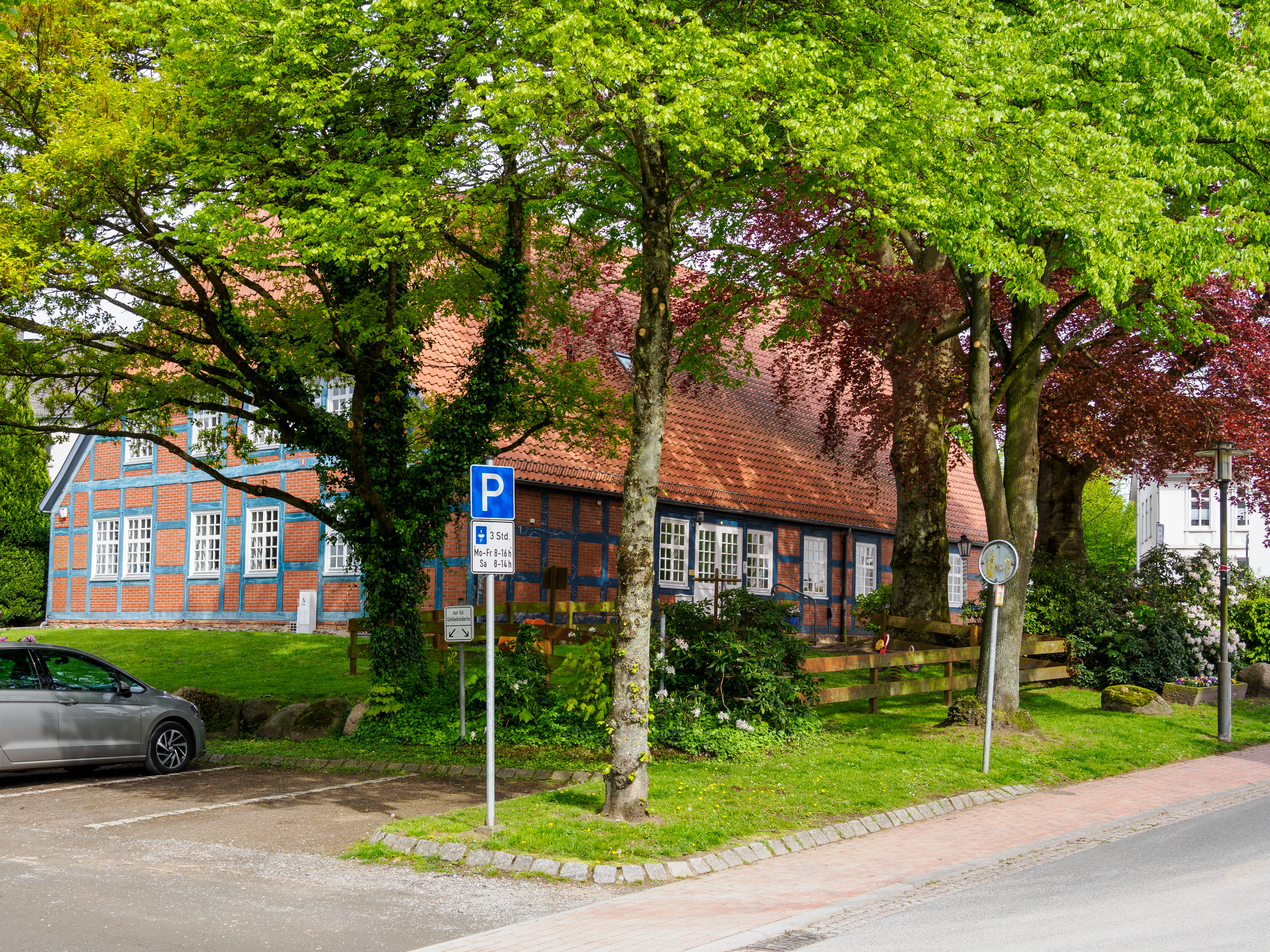
Huis Clüver (1824)
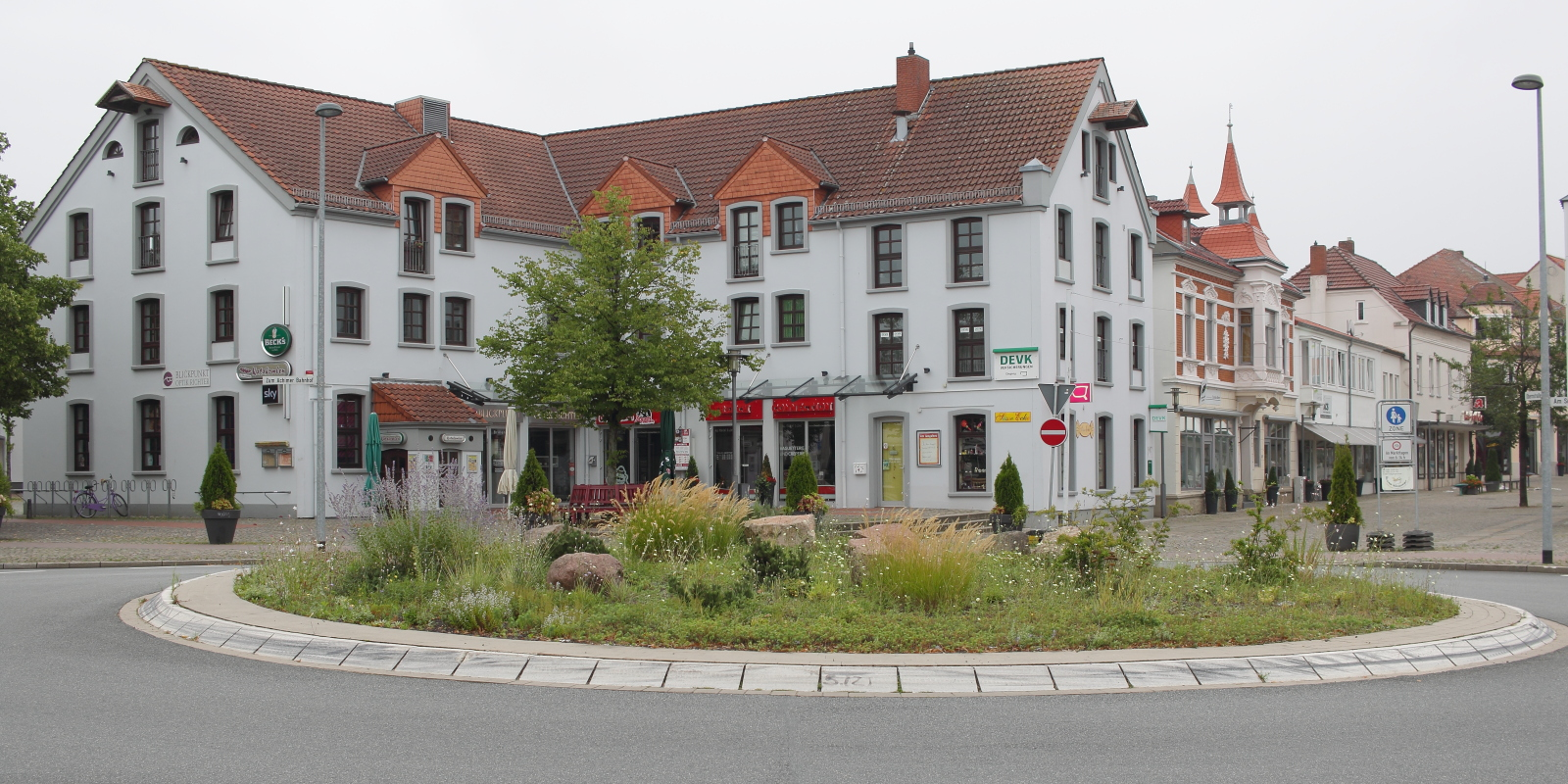
Begin van de Obernstraße, de winkelstraat van Achim
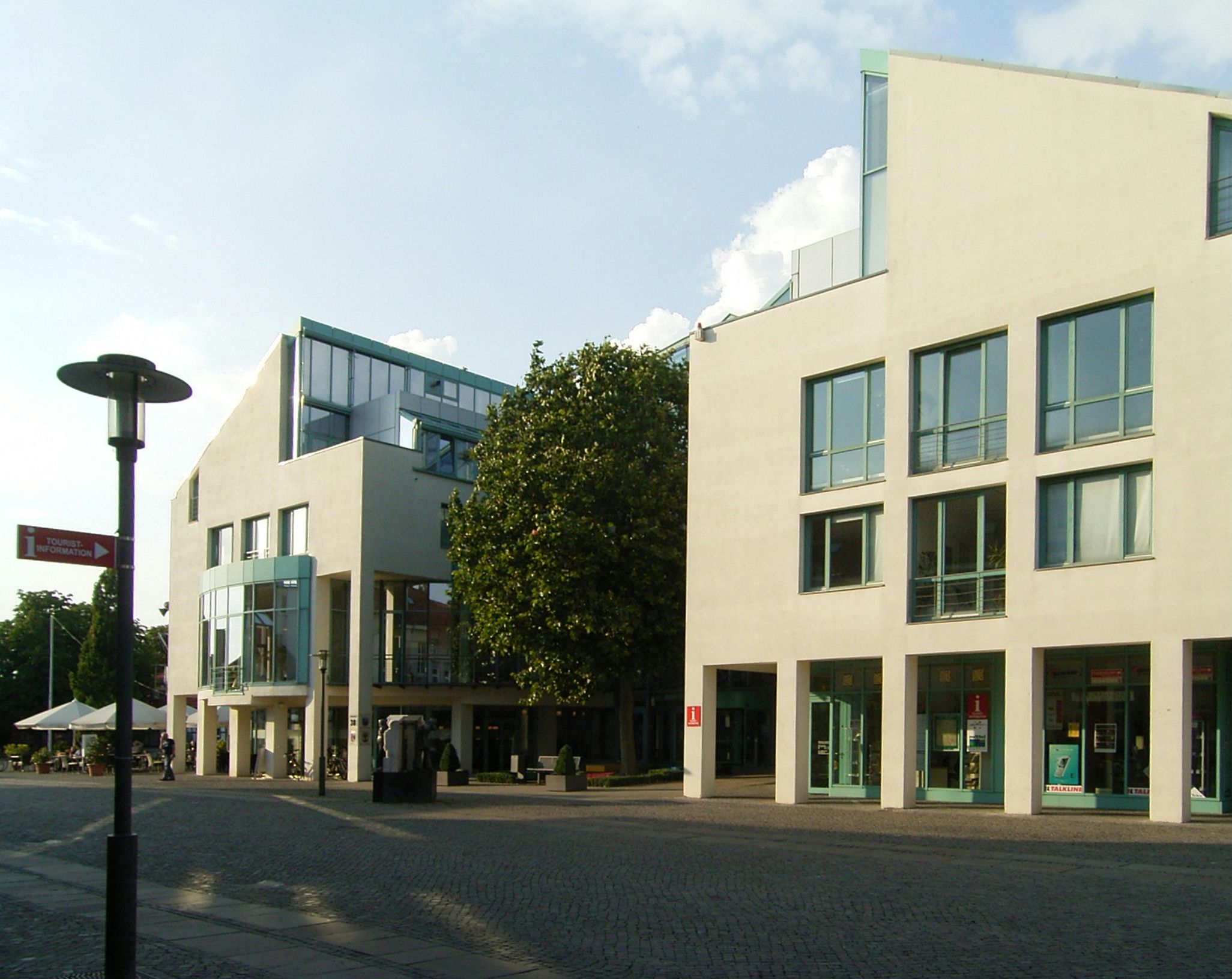
Gemeentehuis (1973), gebouwd op de locatie van het niet meer bestaande Amtshaus van 1782
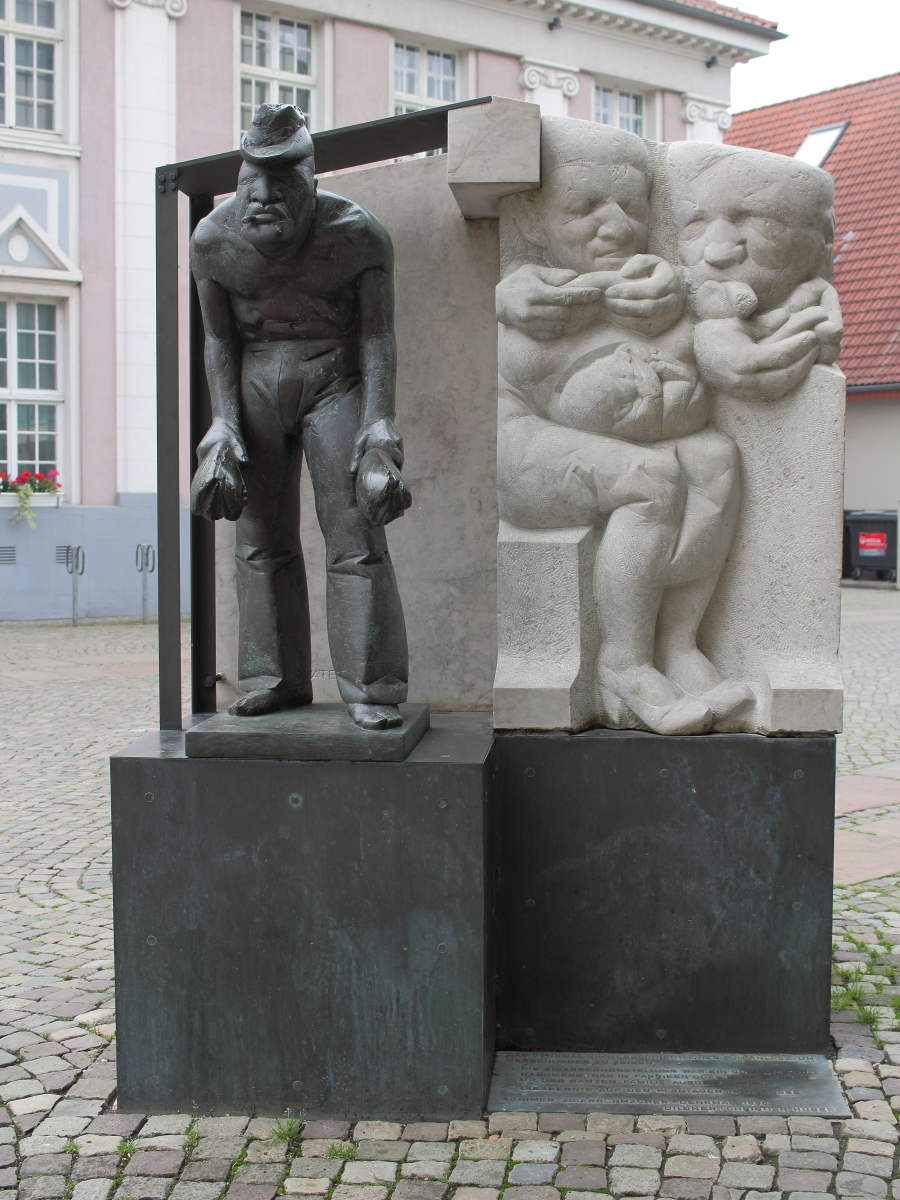
Sigarenmakersmonument (1)
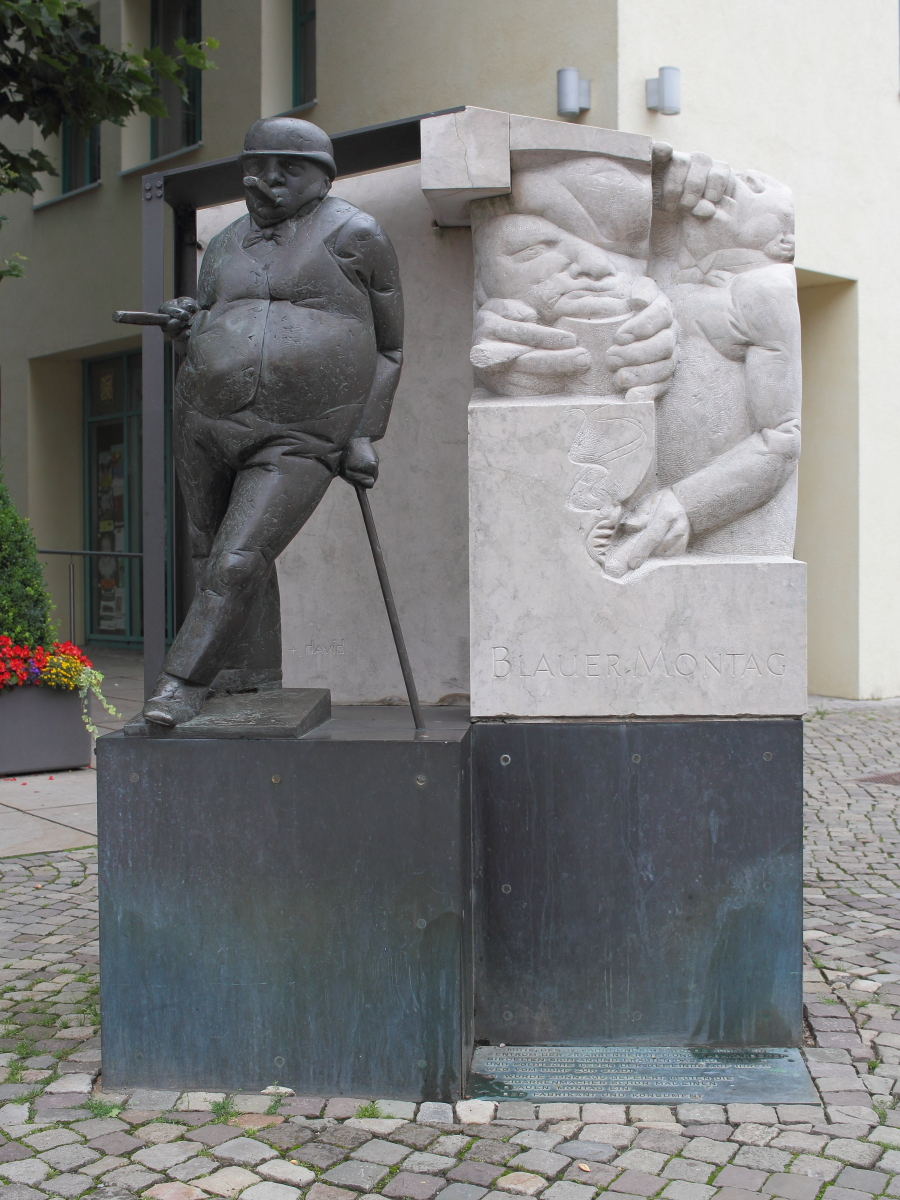
Sigarenmakersmonument (2)
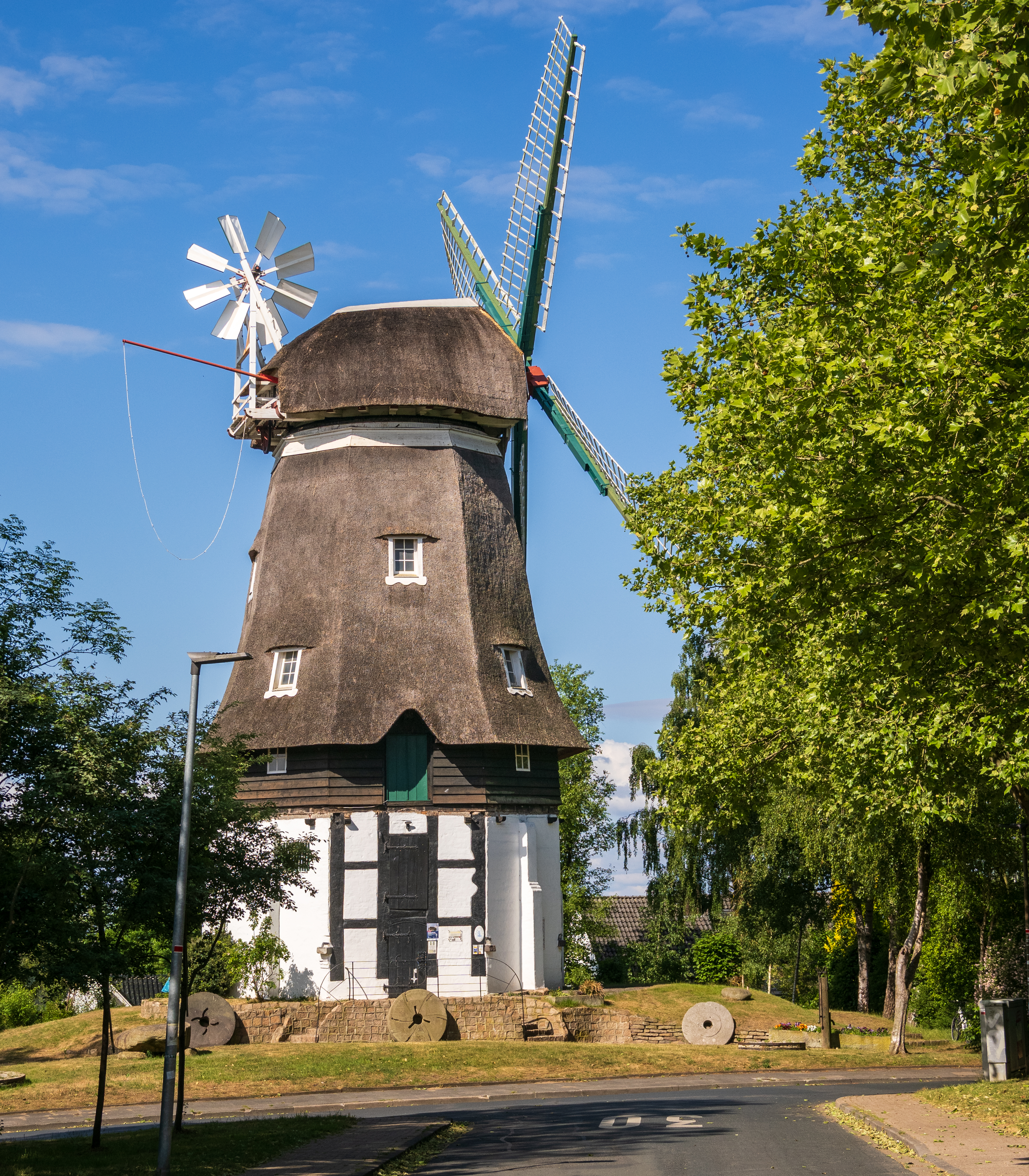
Windmolen Achim-Uesen
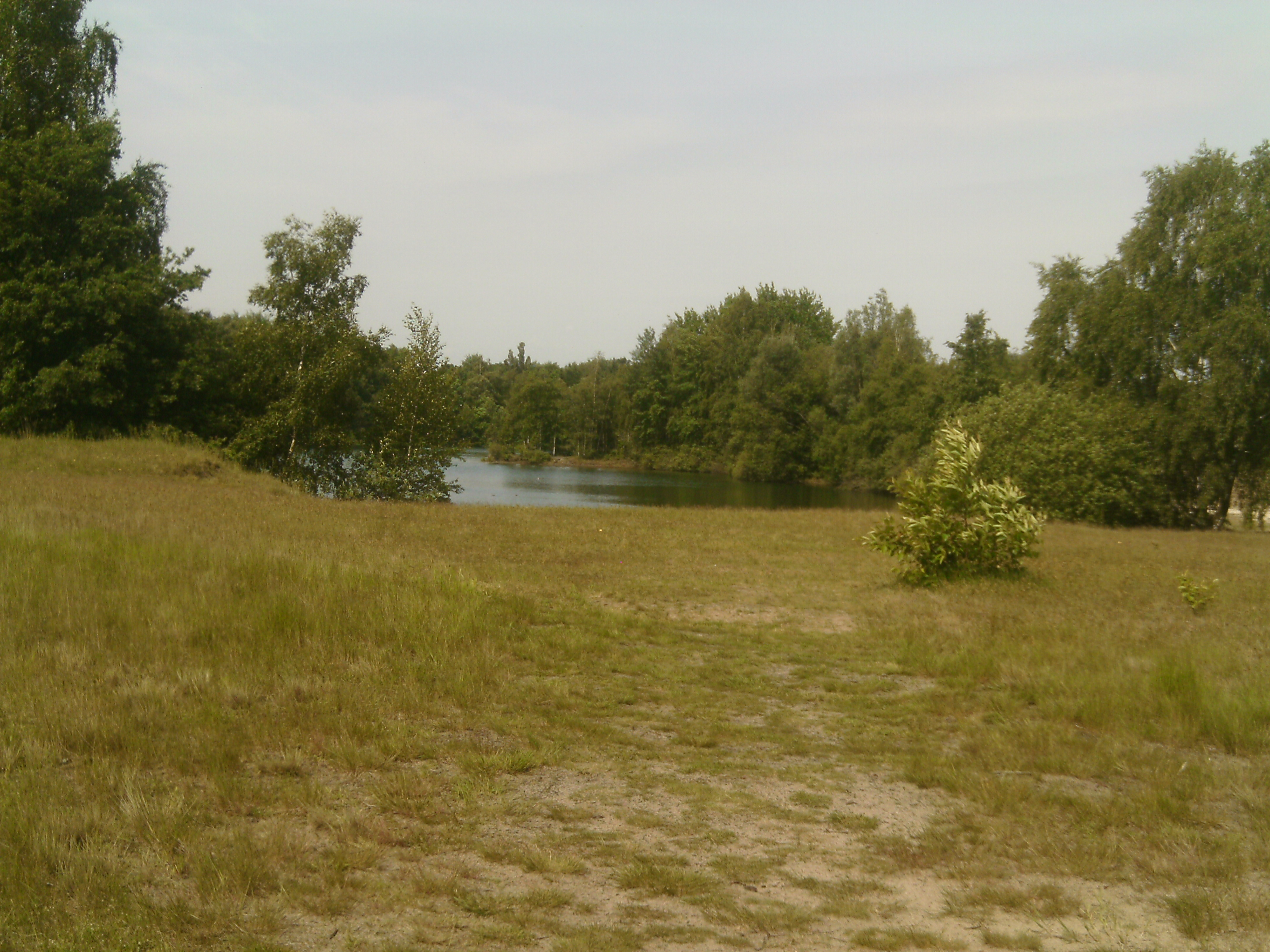
Sandtrockenrasen Achim, rivierduinreservaat

## Geboren
- Friedrich Wilhelm Kleukens (1878–1956) typograaf en boekillustrator
- Heinz Emigholz (1948), avant-gardistisch filmproducent en beeldend kunstenaar, exposeerde o.a. in Antwerpen en Brussel
- Lucas Höler (1994), profvoetballer
- Deniz Undav (1996), profvoetballer

## Partnergemeentes
Achim heeft twee partnersteden: Nowa Sól (Polen) en Cēsis (Letland). De Poolse stad is sinds 1989 een partnerstad van Achim en de Letse stad sinds 1992.